# Freguesia do Ó
Il distretto di Freguesia do Ó è un distretto (distrito) della zona occidentale della città di San Paolo in Brasile, situato nella subprefettura Freguesia-Brasilândia.

## Storia
Nel 1580 il bandeirante Manuel Preto prese possesso del territorio, che originariamente, serviva come luogo di riposo per tutti i bandeirantes che pensavano che nel Pico do Jaraguá ci fossero giacimenti d'oro.
Nel 2006 il 4,46% delle abitazioni erano favelas.

## Cultura
Nel 1996 è stata fondata l'Associação Amigos do Ó che si propone di valorizzare il territorio originariamente povero e degradato.

## Altre immagini

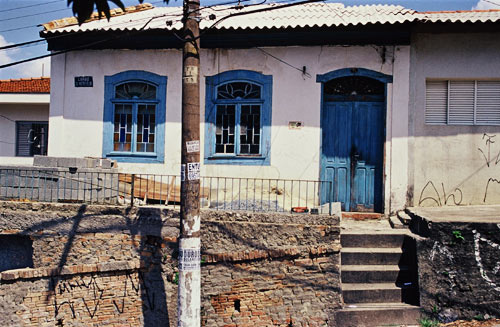
Casa popolare in Largo da Matriz Velha.
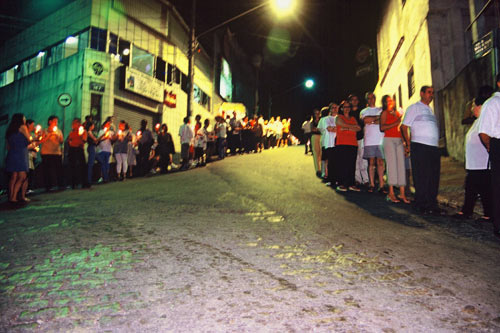
Processione del venerdì santo.